# 國民新聞 (1972年-)
國民新聞（こくみんしんぶん）とは、政治団体「國民新聞社」の機関紙として発行されていた月刊新聞。社主・主幹は山田惠久。2015年（平成27年）3月25日をもって休刊した。
徳富蘇峰の「文章報国」の精神を復興させるためとして、1966年（昭和41年）に読売新聞、産経新聞出身の記者たちによって「明治23年 徳富蘇峰創刊」の國民新聞を復刊したものと公式サイトで主張していた。

## 発行部数及び発刊歴
年間定期購読による販売で発行部数（契約数）は公表されていない。2004年度（平成16年度）の政治団体収支報告書における機関紙発行収入から試算した契約数はおよそ675件（同報告書による政治団体の会員数は1272人）。
公式サイトにて確認できる発刊歴は以下の通り。
- 1972年 - 特別号発刊
- 1972年 - 日本解放第二期工作要綱掲載
- 1997年 - 9月号発刊
- 1998年 - 2014年まで月刊新聞として刊行

政治団体國民新聞社による國民新聞は、公式サイトで確認できる発刊歴によると1972年（昭和47年）に特別号を発刊。25年の休刊を経て1997年に再発刊されたが、2015年には廃刊となった。なお休刊中の1990年（平成2年）に政治団体國民新聞社として登録され、1997年（平成9年）の再発刊以降は政治団体機関紙としての位置づけとなっている。

## 徳富蘇峰による國民新聞との関係
1890年（明治23年）に徳富蘇峰が創刊した日刊「國民新聞」は、東京新聞と合併のため1942年（昭和17年）に廃刊しており、戦後になって、政治団体國民新聞社の國民新聞以外にも、本来の「國民新聞」との関わりを掲げ「國民新聞」という名称で何度か「復刊」「創刊」がなされている。
また、國民新聞復刻刊行会による、徳富蘇峰が創刊した「國民新聞」をまとめ復刻した書籍もあるが、政治団体國民新聞社の復刻版への関わりは確認できていない。
冒頭に書いたとおり、徳富蘇峰による國民新聞との連続性を主張している。
一方、徳富の國民新聞との関係が確認できる資料が全く提示されていない。それに加え、徳富の「國民新聞」と「都新聞」が合併して「東京新聞」が誕生した経緯があり、その後、國民新聞に関する事業が譲渡された形跡もない。

## 問題となった記事
清水馨八郎が「小沢一郎は済洲島出身」と題し特定の政治家を在日認定した記事を書いた。第19170号には「帰化国会議員一覧」と題し、帰化した国会議員の名前を載せた記事を出したが、裁判で帰化の事実が否定された土井たか子など、事実と異なる事が書いてあったこと、また記事に載っていた河野太郎がこの記事を転載したブログに法的措置も辞さないと怒りを顕にした。